# 馬斯克林狐蝠
馬斯克林狐蝠（Pteropus subniger），又名暗黑狐蝠或淺黑狐蝠，是已滅絕的狐蝠。牠們曾生活在留尼旺及毛里裘斯。牠們曾一度很昌盛，在一個山洞或樹孔內曾聚集超過400隻。當地人相信牠們的巢內只有一隻雄蝠，故此相信雄蝠及雌蝠是分開棲息的，大部份巢穴都是母性群集。
馬斯克林狐蝠是日間活動的，牙齒纖細，可能吃花蜜及水果為生。
由於馬斯克林狐蝠在古樹及洞穴內築巢，所以很易受伐林及獵殺所影響。牠們可能於1800年代消失，現時在巴黎、倫敦、柏林及悉尼的博物館內存放有牠們的標本。